# Guimerà (kommunhuvudort)
Guimerà är en kommunhuvudort i Spanien.   Den ligger i provinsen Província de Lleida och regionen Katalonien, i den östra delen av landet, 400 km öster om huvudstaden Madrid. Guimerà ligger 514 meter över havet och antalet invånare är 370.
Terrängen runt Guimerà är kuperad åt sydost, men åt nordväst är den platt. Runt Guimerà är det mycket glesbefolkat, med 5 invånare per kvadratkilometer. Närmaste större samhälle är Tàrrega, 9,9 km norr om Guimerà. Trakten runt Guimerà består till största delen av jordbruksmark.